# 벨라비아의 운항 노선
2021년 8월 기준, 벨라비아 항공은 다음과 같은 노선을 운항중이다.

## 운항 노선

### 아시아

#### 서남아시아
- 레바논
  - 베이루트 - 베이루트 국제공항
- 아랍에미리트
  - 두바이 - 두바이 국제공항
- 이스라엘
  - 텔아비브 - 벤구리온 국제공항

#### 중앙아시아
- 아제르바이잔
  - 바쿠 - 헤이다르 알리예프 국제공항
- 아르메니아
  - 예레반 - 츠바르트노츠 국제공항
- 조지아
  - 트빌리시 - 트빌리시 국제공항
  - 바투미 - 바투미 국제공항
- 카자흐스탄
  - 아스타나 - 아스타나 국제공항
  - 알마티 - 알마티 국제공항
  - 카라간다 - 카라간다 공항 계졀편
  - 코스타나이 - 코스타나이 공항 계졀편
  - 파블로다르 - 파블로다르 공항 계졀편
- 투르크메니스탄
  - 아슈가바트 - 아슈가바트 공항

### 아프리카
- 이집트
  - 샤름엘셰이크 - 샤름엘셰이크 국제공항 전세편
  - 후르가다 - 후르가다 국제공항 전세편

### 유럽

#### 남유럽
- 튀르키예
  - 이스탄불 - 이스탄불 공항
  - 안탈리아 - 안탈리아 공항 계절전세편
  - 보드룸 - 밀라스-보드룸 국제공항 계절전세편
  - 이즈미르 - 이즈미르 아드난 멘데레스 공항 계절전세편

#### 동유럽
- 러시아
  - 모스크바 - 도모데도보 국제공항
  - 모스크바 - 주콥스키 국제공항
  - 모스크바 - 셰레메티예보 국제공항
  - 모스크바 - 브누코보 국제공항
  - 상트페테르부르크 - 풀코보 국제공항
  - 소치 - 소치 국제공항
  - 카잔 - 카잔 국제공항
  - 크라스노다르 - 크라스노다르 국제공항
  - 니즈니노브고로드 - 스트리기노 국제공항
  - 로스토프나도누 - 플라토프 국제공항
  - 보로네즈 - 보로네즈 국제공항
- 벨라루스
  - 민스크 - 민스크 국제공항 허브
  - 고멜 - 고멜 공항 계졀편
  - 브레스트 - 브레스트 공항 계졀편
  - 흐로드나 - 흐로드나 공항 계졀편

## 금지된 운항 노선
라이언에어 4978편 강제착륙 사건으로 취항이 금지된 노선들이다.

#### 서유럽
- 프랑스
  - 파리 - 파리 샤를 드 골 국제공항
  - 니스 - 니스 코트다쥐르 공항
- 독일
  - 베를린 - 베를린 쇠네펠트 국제공항
  - 프랑크푸르트 - 프랑크푸르트 국제공항
  - 하노버 - 하노버 공항
- 네덜란드
  - 암스테르담 - 암스테르담 스키폴 국제공항
- 벨기에
  - 샤를루아 - 샤를루아 국제공항

#### 중유럽
- 스위스
  - 제네바 - 제네바 국제공항
- 오스트리아
  - 빈 - 빈 국제공항

#### 남유럽
- 세르비아
  - 베오그라드 - 베오그라드 니콜라 테슬라 국제공항
- 스페인
  - 바르셀로나 - 바르셀로나 엘프라트 국제공항
  - 레우스 — 레우스 공항
- 이탈리아
  - 로마 - 레오나르도 다 빈치 국제공항
  - 밀라노 - 밀라노 말펜사 국제공항
- 키프로스
  - 라르나카 - 라르나카 국제공항

#### 동유럽
- 라트비아
  - 리가 - 리가 국제공항
- 체코
  - 프라하 - 프라하 바츨라프 하벨 국제공항
- 폴란드
  - 바르샤바 - 바르샤바 프레드릭 쇼팽 국제공항
- 헝가리
  - 부다페스트 - 부다페스트 페리 헤지 국제공항
- 우크라이나
  - 키예프 - 보리스필 국제공항
  - 키예프 - 키이우 국제공항
  - 리비프 - 르비우 다닐로 로마노비치 국제공항
  - 오데사 - 오데사 국제공항
  - 하르키우 - 하르키우 국제공항
- 리투아니아
  - 빌뉴스 - 빌뉴스 국제공항
  - 팔랑가 - 팔랑가 국제공항 계졀편
- 러시아
  - 칼리닌그라드 - 크라브로와 공항

#### 북유럽
- 스웨덴
  - 스톡홀름 - 스톡홀름 알란다 국제공항
- 핀란드
  - 헬싱키 - 헬싱키 반타 국제공항

## 단항 노선

### 아시아
- 이란
  - 테헤란 - 테헤란 이맘 호메이니 국제공항

### 아프리카
- 리비아
  - 트리폴리 - 트리폴리 국제공항
- 이집트
  - 카이로 - 카이로 국제공항
  - 마르사 알람 - 마르사 알람 국제공항
- 튀니지
  - 튀니스 - 튀니스 카르타고 국제공항

### 유럽
- 영국
  - 런던 - 개트윅 국제공항
  - 맨체스터 - 맨체스터 공항
- 아일랜드
  - 섀넌 - 섀넌 공항
- 튀르키예
  - 이스탄불 - 아타튀르크 국제공항
- 러시아
  - 사마라 - 쿠루모치 국제공항
  - 예카테린부르크 - 콜초보 공항
  - 노보시비르스크 - 톨마쵸보 국제공항